# 山东省文学艺术界联合会
山东省文学艺术界联合会（简称山东省文联），是中华人民共和国山东省文学艺术界工作者组成的专业性人民团体，也是中国文学艺术界联合会的团体会员。

## 历史沿革
1949年秋，全国第一届文代会之后，中共中央山东分局开始酝酿成立山东省文学艺术界联合会。
1951年4月22日至28日，召开山东省文学艺术界第一次代表大会，选举产生山东省文学艺术界联合会第一届委员会，通过《山东省文学艺术界联合会章程》。
1954年6月14日至17日，召开山东省文学艺术工作者第二次代表大会，决定更名为山东省文学艺术工作者联合会。
1959年7月16日至21日，召开山东省文学艺术界联合会第三次代表大会，决定恢复名称为山东省文学艺术界联合会。
文化大革命期间，山东省文联基本上停止业务活动。
1978年7月，山东省文联在济南召开三届二次全委会，开始恢复活动。1980年6月25日至7月4日，召开山东省文学艺术界联合会第四次代表大会，选举产生第四届委员会。

## 组织机构
机关处室
- 办公室
- 人事部
- 机关党委
- 组联部
- 文艺部

省级文艺家协会
- 山东省作家协会
- 山东省戏剧家协会
- 山东省音乐家协会
- 山东省曲艺家协会
- 山东省舞蹈家协会
- 山东省杂技艺术家协会
- 山东省美术家协会
- 山东省书法家协会
- 山东省摄影家协会
- 山东省电影家协会
- 山东省电视艺术家协会
- 山东省民间文艺家协会

地级市文联
- 济南市文学艺术界联合会
- 青岛市文学艺术界联合会
- 淄博市文学艺术界联合会
- 枣庄市文学艺术界联合会
- 东营市文学艺术界联合会
- 烟台市文学艺术界联合会
- 潍坊市文学艺术界联合会
- 济宁市文学艺术界联合会
- 泰安市文学艺术界联合会
- 威海市文学艺术界联合会
- 日照市文学艺术界联合会
- 临沂市文学艺术界联合会
- 德州市文学艺术界联合会
- 聊城市文学艺术界联合会
- 滨州市文学艺术界联合会
- 菏泽市文学艺术界联合会

大型企业文联
- 齐鲁石化公司文联
- 胜利油田文联
- 中国铁路济南局集团有限公司文联
- 莱钢集团有限公司文联

直属事业单位
- 山东省文艺创作研究院
- 《山东艺术》杂志社

## 历届组成人员

### 第一届
- 任期：1951年4月－1954年6月
- 主席：王统照
- 副主席：丁志刚、骆宾基
- 秘书长：刘知侠

### 第二届
- 任期：1954年6月－1959年7月
- 主席：王统照
- 副主席：冯毅之、陶钝
- 秘书长：包干夫

### 第三届
- 任期：1959年7月－1980年6月
- 主席：成仿吾 → 王众音（1978年7月任）
- 副主席：燕遇明、冯沅君、由履新、刘知侠、严薇青、包干夫、鲁特（1964年12月增补）、鲁萍、宋英、萧涤非、于希宁、娄建华（1979年2月－1980年7月）
- 秘书长：包干夫（兼）、娄建华（兼）

### 第四届
- 任期：1980年6月－1988年3月
- 主席：王众音
- 副主席：燕遇明、刘知侠、孔林、苗得雨、萧涤非、严薇青、于希宁、冯毅之、王希坚、王鲁珍、郎咸芬、田仲济、肖洪（1981年调离）
- 秘书长：夏雨常（1981年9月－1983年2月）、于阳春（1983年2月－1984年10月）、周坚夫（1984年10月－1988年3月）

### 第五届
- 任期：1988年3月－1994年5月
- 名誉主席：于希宁、方荣翔
- 主席：肖洪
- 副主席：丁秀生、王玉梅、刘宝纯、孙继南、吴茂泉、张一民、苗得雨、金西、郎咸芬、阎丰乐、田爱习（1990年3月增补）
- 秘书长：吴茂泉（1988年3月－1990年9月）、邵振学

### 第六届
- 任期：1994年5月－2002年10月
- 名誉主席：冯德英、肖洪、于希宁
- 主席：于占德
- 副主席：邵振学、金西、王玉梅、郎咸芬、张逸民、田爱习、滕敬德、杨松林、袁玉森

### 第七届
- 任期：2002年10月－2009年8月
- 名誉主席：冯德英、肖洪、于希宁、崔子范、王玉梅、郎咸芬
- 主席：王凤胜
- 副主席：张逸民、张家纬、王承典、李传瑞、张业法、张志民、张宏森、戚建波、刘建华、郭跃进、刘玉民、于联华

### 第八届
- 任期：2009年8月－2018年2月
- 名誉主席：冯德英、肖洪、王玉梅、郎咸芬、王凤胜、刘宝纯、苗得雨
- 主席：潘鲁生[3]
- 副主席：于钦彦、张志民、戚建波、曹晓明、于联华、姬德君、唐爱国、孔维克、邓宝金、杨枫、顾亚龙、矫红、孙梽文

### 第九届
- 任期：2018年2月－
- 名誉主席：
- 主席：潘鲁生[4]
- 副主席：王世农、戚建波、于联华、杨枫、顾亚龙、矫红、孙梽文、姜慧、王映海、晋亮